# (90481) Wollstonecraft
(90481) Wollstonecraft est un astéroïde de la ceinture principale.

## Description
(90481) Wollstonecraft est un astéroïde de la ceinture principale. Il fut découvert le 16 février 2004 à Needville par Joseph A. Dellinger et Don J. Wells. Il présente une orbite caractérisée par un demi-grand axe de 2,80 UA, une excentricité de 0,24 et une inclinaison de 9,1° par rapport à l'écliptique.

## Compléments